# Ramanudža
Ramanudža (cca. 1017 – 1137) je bil indijski teolog, filozof in socialni reformator 11. in 12. stoletju ter glavni zagovornik Viśiṣṭādvaita, ki je ena izmed treh poglavitnih oblik pravoslavne hindujske filozofske šole. Pripadal je Acaryem, vernikom, ki so si prizadevali za sistematizacijo monoteistične teologije Vaišnavizma. S svojimi prepričanji je močno vplival na mišljenje tedanje družbe. Bil je prvi indijski filozof, ki je posvetno interpretiral filozofijo Ved. Ramanudža je bil eden izmed redkih indijskih vplivnežev, ki je bil naklonjen izključno enemu bogu Vishnu, kljub temu da je Hinduizem politeistična religija.

## Biografija
Ramanudža se je rodil v Indijski zvezni državi Tamil Nadu, v vasi Sriperumbudur. Točnih podatkov o njegovem rojstvu ni, a vendar so njegovi privrženci napisali nekaj hagiografij, za katere tradicija verjame, da so resnične. Gre za ideje, ki proučujejo in opisujejo življenje svetnikov in so nastale nekaj stoletij po smrti slavnega filozofa. V zgoraj omenjenih hagiografijah sta navedena njegova starša, ki naj bi se imenovala Kānthimathi (mama) in  Asuri Kesava Somayāji (oče). Domnevno se je rodil v mesecu Chaitra, pod zvezdo Tiruvadhirai. Živel naj bi 120 let, v obdobju od leta 1017 do leta 1137. Ta podatek ni točen, sodobni učenajaki trdijo, da je živel v letih 1077–1157. Ramanudža je bil poročen. Po poroki se je preselil v Kānchipuram in študiral v samostanu Advaita Vedānta s svojim učiteljem, ki se je imenoval Yādava Prakāśa. Ker je bil Ramanudža pogosto v sporu z njim in je med njima prišlo do številnih nesoglasij, zlasti v povezavi z interpretacijo Vedskih besedil, sta se kmalu razšla. Ramanudža je posledično študij nadaljeval sam. Ramanudža je umrl leta 1137, v mestu Srirangam.

## Zgodovinsko ozadje
Ramanudža je odraščal znotraj Tamil kulture, v stabilni družbi za časa Čhola dinastije. To obdobje je bilo obdobje pluralističnega razmišljanja, kjer je prihajalo do zlitja več religij. Vaišnavizem, Šivanizem, Smarizem, Budizem in Džainizem so z uvajanjem svojih idej izoblikovale skupna prepričanja. V Hinduizmu je šola hindujske filozofije Advaita Vedānta, katero sta med drugim obiskovala tudi Ramanudža in njegov guru Yādava Prākāša, nosila velik pomen.

### Preganjanje
Kralj, Krimikanta Čola, je nasprotoval Ramanudži, zato ga je preganjal in zaradi tega je Ramanudža za 14 let zapustil Čola kraljestvo ter odšel v kraljestvo Hojsala. Ob prihodu v kraljestvo je Ramanudža čudežno ozdravil obolelo kraljevo hči in s tem vpeljal kralja Džaina in Bitti Devo v Hinduizem. Po smrti Krimikante Čola se je Ramanudža odločil, da se bo vrnil v Tamil Nãdu.

### Reformacija
Ramanudža je deloval v skladu s Šri Vaišnavskim redom, ki je bil naklonjen vsem ljudem ne glede na njihov kastni položaj, medtem ko sta mu Kančipurna in Mahapurna nasprotovala. V ta namen se je Ramanudža uprl diskriminaciji znotraj kastnega sistema ter ljudem, ki so veljali za »nedotakljive« (dasa, dasulu, dasu) omogočil, da so bili sprejeti v gibanje Šri Vaišnave Bhakti. Podal jim je naziv Tirukulattar, kar pomeni »plemenitega rodu«. Liberalna stališča Ramanudže so prav tako privedla do reorganizacije ritualov v Sriringamu in omogočila vključevanje ljudi, ki niso bili brahmani, v čaščenje Višne. Nova politika je pripomogla k izboljšanju socialnega statusa obrtnikov in drugih ne-brahmananskih skupin, predvsem tkalcev, ki so na podlagi reform največ pridobili. Po Ramanudževi smrti se je skupnost Šri Vaišnave razcepila na Valadakalai in Thenkalai sekto. Obe sekti verjameta v iniciacijo v Šri Vaišnavizem skozi Panča Samskara. Ta ritual ali prehodni obred je potreben, da postaneš Šri Vaišnava Brahmin. Izvajajo ga tako brahmani kot tudi ne-brahmani v namen, da bi postali Vaišnaviti.

## Literarna dela
Izročilo Šri Vaišnave pripisuje devet Sanskrtskih besedil Ramanudži (napisal je samo 9 del): Vedārthasangraha (dobesedno »Povzetek pomena Ved«), Sri Bhāshya (pregled in komentar Brahm Sutre), Bhagavad Gita Bhāshya (pregled in komentar Bhagavadu Gita), Vedāntadipa (manj obsežno delo), Vedāntasāra (manj obsežno delo), Gadya Trayam (manj obsežno delo, ki je zbirka treh besedil, imenovanih Saranāgati Gadyam, Sriranga Gadyam in Srivaikunta Gadyam) in Nitya Grantham (manj obsežno delo). Nekateri učenjaki so podvomili v verodostojnost vseh največjih del, ki so pripisana Ramanudži - Shri Bhāshya, Vedārthasangraha in Bhagavad Gita Bhāshya. V svojih sanskrtskih spisih Ramanudža ni omenil Tamilskih svetnikov, kljub temu, da je o njih predaval svojim učencem. To je najverjetneje rezultat njegovega filozofskega cilja, da ne bi pridigal spreobrnjenim, temveč svojo filozofijo izrazil vseindijski akademski skupnosti.

## Filozofija
Filozofski temelj Ramanudže je bil kvalificirani monizem, ki se v hindujski tradiciji imenuje Višistadvaita.  Njegove ideje so ena od treh pod šol v Vedānti, drugi dve pa sta znani kot Advaita (absolutni monizem), Ādija Shankare in Dvaita (dualizem) Madhvāchārye. Ramanudža se je strinjal, da so Vede zanesljiv vir znanja, nato pa je kritiziral druge šole hindujske filozofije, vključno z Advaito Vedānto, ker niso uspele razložiti vseh vedskih besedil.  Po Ramanudži je potrebno Svete spise obravnavati kot celoto in ne kot posamezne dele.

### Primerjava z drugimi šolami Vedanta
Ramanudža Vaišnavistične teistične ideje devocionalizma deli z Madhvāchāryovo Dvaito. Obe šoli trdita, da sta Jīva (človeška duša) in Brahman (kot Višna) različna. Samo bog Višna je neodvisen, vsi drugi bogovi in bitja so odvisni od njega. Ramanudžina šola Vaišnavizma in šola Shankara Advaita sta nedualistični šoli Vedānta, obe izhajata iz predpostavke, da lahko vse duše upajo in dosežejo stanje blažene osvoboditve.  Ramanudževa teorija trdi, da sta Brahman in svet snovi dva različna absoluta, oba metafizično resnična, nobenega ne smemo imenovati lažnega ali iluzornega, resnična pa je tudi saguna Brahman z atributi. Bog, tako kot človek, trdi Ramanudža, ima dušo in telo, ves svet snovi pa je slava božjega telesa.  Ramanudža zatrjuje, da je pot do Brahmana (Višne)  predanost pobožnosti in nenehno spominjanje na lepoto in ljubezen osebnega boga (saguna Brahman, Višna), ki na koncu vodi do enotnosti z nirguno Brahman.